# Václav Riedlbauch

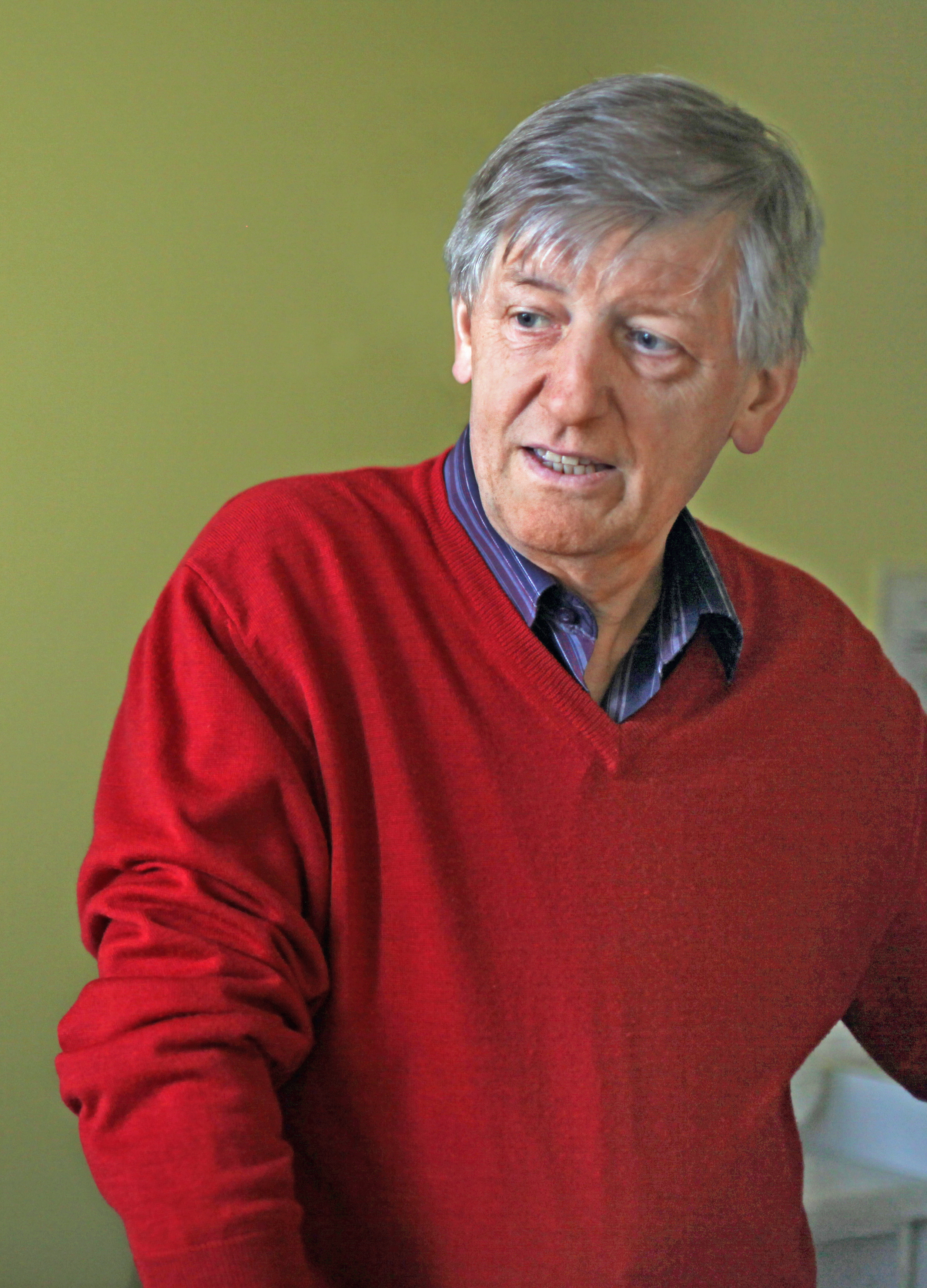
Václav Riedlbauch (2013)

Václav Riedlbauch (* 1. April 1947 in Dýšina bei Pilsen; † 3. November 2017 in Prag) war ein tschechischer Komponist, Hochschullehrer, Kulturmanager und Politiker. Riedlbauch schrieb Orchesterwerke, ein Orgelkonzert, Kammer- und Vokalmusik sowie Kompositionen für Kinder.

## Biografie

### Herkunft und Familie
Václav Riedlbauch wuchs in Strakonice auf, wo er auch begraben wurde. Er war eines von 6 Kindern des Maschinenbautechnikers Rudolf Riedlbauch (1914–2003) und seiner Ehefrau Veronika Riedlbauchová (1922–1984). Seine Geschwister sind der akademische Maler und Kunstlehrer Rudolf Riedlbauch, (1944–2023); die Wirtschaftsingenieurin Anna Černíková (geborene Riedlbauch, * 1945); der Flötist, Dichter und Professor am Prager Konservatorium Jan Riedlbauch (* 1948); der seit 2019 pensionierte erste Geiger des Prager Sinfonieorchesters FOK Josef Riedlbauch (1950–2022); die Geigerin Marie Vaňková (* 1957).
Riedlbauch war in zweiter Ehe mit der Musikwissenschaftlerin und Musikredakteurin Yvetta Koláčková (* 1958) verheiratet.

### Studium und Hochschullehrer
In den Jahren 1962–1968 studierte Riedlbauch am Prager Konservatorium Akkordeon bei Josef Smetana und Komposition bei Zdeněk Hůla. Es folgte ein weiteres Studium der Komposition bei Václav Dobiáš an der Akademie der musischen Künste in Prag (AMU), wo er 1973 seinen Abschluss machte. Er absolvierte zudem Meisterkompositionskurse an der Accademia Musicale Chigiana in Siena bei Franco Donatoni sowie bei Witold Lutosławski und Tomasz Sikorski an der Fakultät der bildenden Künste der Nikolaus-Kopernikus-Universität im polnischen Toruń.
Bereits während seines Studiums an der AMU unterrichtete Riedlbauch ab 1970 am Prager Konservatorium und hielt diese Lehrtätigkeit bis 1978 bei. Zugleich war er ab 1971, auch während seines Studiums, Assistenzprofessor an der Kompositionsabteilung innerhalb der Musikfakultät der AMU. Ab 1978 wurde er dort außerordentlicher Professor, ab 1985  Dozent und seit dem Jahr 2000 Professor. Von 1990 bis 2004 leitete er die Kompositionsabteilung an der AMU und von 1996 bis 2000 auch deren Konzertabteilung. Nach Ivan Kurz ist es größtenteils Riedlbauchs Wirken in dieser Zeit zu verdanken, dass die kulturelle Öffentlichkeit auf das Prager Liechtenstein-Palais als neuen Musikveranstaltungsort aufmerksam wurde, in dem das Konzertleben der Fakultät in historischen Aufführungsräumen stattfinden konnte. Seine Lehrtätigkeit an der AMU beendete Riedlbauch 2016. Unter seinen Schülern waren unter anderem Adam Klemens, Martin Hybler und Josef Marek.
Neben seiner Lehrtätigkeit an der AMU unterrichtete Riedlbauch seit 2010 Kulturmanagement an der Wirtschaftsuniversität Prag.

### Kulturmanager
Von 1973 bis 2005 fand in Karlsbad das jährliche Festival Junge Bühne (Mladé pódium) statt. Dieses Festival für Musiker unter 35 Jahren (sowohl Komponisten als auch Interpreten klassischer Musik) wurde von Riedlbauch als Kulturmanager maßgeblich initiiert und mitorganisiert. Es fand in Zusammenarbeit mit der sogenannten aktiven Jugendgruppe innerhalb der Union tschechischer Komponisten und Konzertkünstler (Svaz českých skladatelů a koncertních umělců) statt und wurde von 2006 bis 2009 in Pardubice fortgeführt.
Des Weiteren war Riedlbauch Künstlerischer Leiter der Oper des Prager Nationaltheaters (1987–1989), Programmdirektor des Kulturpalastes in Prag (1990–1993) sowie Mitglied eines Ausschusses der OSA, der Urheberrechtsvereinigung für Rechte an Musikwerken (Ochranný svaz autorský pro práva k dílům hudebním), einem Berufsverband von Komponisten, Lyrikern und Musikverlegern (1992–1997) 1995 war er einer von deren Vizepräsidenten. und gehörte 2007 deren Abrechnungslegungskommission an.
Von 1993 bis 1995 war er Chefproduzent des Panton-Verlags und ab 1996 dessen Direktor. Der Panton-Verlag war 1958 zu einer Zeit, als ein leichtes politisches Tauwetter in der Tschechoslowakei einsetzte, von liberalen tschechischen Komponisten zur Veröffentlichung zeitgenössischer tschechischer Musik gegründet worden. 1972 wurde der Verlag zum Verlag des staatlich gelenkten Tschechischen Musikfonds. Nach dem Fall des Kommunismus im Jahr 1989 geriet der Musikfonds in finanzielle Schwierigkeiten und musste 1993 aus finanziellen Gründen den Panton-Verlag an die deutsche Schott Music International verkaufen, die den Verlag unter dem Namen Schott Music Panton weiterführte.
Außerdem gründete Riedlbauch den Triga-Verlag, der insbesondere zeitgenössische tschechische Musik herausgab.
Riedlbauch war von 2001 bis 2009 Geschäftsführer der Tschechischen Philharmonie in Prag. In dieser Zeit gehörte er außerdem dem ständigen Komitee der Concertino Praga an, einem internationalen Radiowettbewerb für junge Instrumentalisten.  Im Mai 2009 benannte er als Gründe für seinen Rücktritt von der Position des Geschäftsführers der Tschechischen Philharmonie Differenzen mit den Orchestermitgliedern und deren mangelnde Bereitschaft mit ihm weiterhin zusammenzuarbeiten. Kern der Differenzen waren höhere Gehaltsforderungen der Orchestermusiker und deren Verlangen nach Beteiligung an den Einnahmen aus dem Verkauf von Tonträgern.
Riedlbauch war zudem von 2006 bis 2009 Vorsitzender der dramaturgischen Leitung des Festivals Czech Touches of Music. In seinem letzten Lebensabschnitt leitete er die nach dem tschechischen Komponisten Bohuslav Martinů benannte Bohuslav-Martinů-Stiftung und prägte das Festival-Programm der Bohuslav-Martinů-Tage. Bereits zuvor war er dem von seinem Bruder Jan gegründeten Ensemble Martinů als Komponist verbunden. Riedlbauch gehörte auch dem ständigen Wettbewerbsausschuss des Musikfestival Prager Frühlings an.

## Wirken als Politiker
Den ersten Teil seiner Ausbildung absolvierte Riedlbauch in den Jahren vor dem Prager Frühling und setzte diese dann nach dem Prager Frühling fort, in einer Phase der sogenannte Normalisierung, in der die Kommunistische Partei der Tschechoslowakei nach der Niederschlagung der Volkserhebung ihre Macht konsolidierte. In dieser Periode der Normalisierung begann Riedlbauchs akademische und außeruniversitäre Laufbahn, in deren Verlauf er 1987 künstlerischer Leiter der Oper am Nationaltheater wurde. Dass dies ohne Kooperation mit dem kommunistischen Machtapparat oder der Mitgliedschaft in der Kommunistischen Partei möglich gewesen wäre, ist mehr als unwahrscheinlich, und so heißt es auch in einem Nachruf des Tschechischen Fernsehens vom 3. November 2017, er habe zeitgenössischen Dokumenten und Zeugen zufolge noch im November 1989 auf der Seite der zusammenbrechenden kommunistischen Macht gestanden. 2010 bestätigte er, Mitglied der Kommunistischen Partei gewesen zu sein, habe aber kein Problem damit, weil es für ihn der Vergangenheit angehöre.

Der Vorwurf, auf der Seite der zusammenbrechenden kommunistischen Macht gestanden zu haben, bezog sich auf Riedlbauchs Rolle während der Streiks an der Staatsoper in der Wendezeit des Jahres 1989. Laut dem Sprecher des damaligen Streikkomitees soll Riedlbauch den streikenden Schauspielern finanzielle Sanktionen und den Verlust ihrer Arbeitsplätze angedroht und sie gehindert haben, sich direkt an das Publikum zu wenden. Zwanzig Jahre später, im Oktober 2009, gab das Tschechische Fernsehen Kulturminister Riedlbauch Gelegenheit, zu diesen Vorwürfen Stellung zu nehmen. Riedlbauch bestritt jegliche Bedrohung der Streikenden und berief sich darauf, diesen lediglich einen Brief der vorgesetzten Behörde verlesen zu haben, mit dem die Ensemblemitglieder der Sparten Theater, Ballett und Oper auf mögliche Konsequenzen ihres Streiks aufmerksam gemacht werden sollten. Riedlbauch erinnerte daran, dass er am Ende der ersten Revolutionswoche seinen Rücktritt als Leiter des Opernensembles angeboten habe und beteuerte:

„Ich habe nichts falsch gemacht. Ich war kein überzeugter Anhänger des kommunistischen Regimes. Ich habe niemandem geschadet, ich habe niemandem gedroht. Aufgrund meiner Position und Verantwortung war ich jedoch nicht auf der Seite des Streiks. Wer wusste genau, was am 20. November passieren würde?“

Im November 1989 verließ Riedlbauch die Staatsoper. Die zuvor referierten Auseinandersetzungen um Riedlbauchs Rolle im Wendejahr 1989 fanden im Jahr 2009 statt, in dem er direkt in die Politik eintrat und zum tschechischen Kulturminister in der Regierung Jan Fischer berufen wurde. Riedlbauch gehörte dieser Regierung als Parteiloser auf Vorschlag der Tschechischen Sozialdemokratische Partei (ČSSD) an und amtierte von Mai 2009 bis Juli 2010. Die recht kurze Amtszeit der Regierung Fischer, die eigentlich nur die Tschechische EU-Ratspräsidentschaft 2009 sicherstellen sollte, während der ihre Minister den Vorsitz im Rat der Europäischen Union innehatten, ließ kaum Raum für größere innenpolitische Aktivitäten. Gleichwohl initiierte und unterstützte Riedlbauch während seiner Amtszeit einige Projekte, so dass es in einem Artikel über ihn heißt: 

„Ursprünglich sollte Riedlbauch nur vier Monate in der Regierung sitzen, und von ihm wurde fast nichts erwartet. Am Ende wurde sein Mandat jedoch aufgrund der verschobenen Wahlen verlängert, und in den letzten acht Monaten gelang es ihm, Dinge im Ministerium mit zu bewegen, die niemand vor ihm wagte.“

Beispielsweise übertrug er die Zuständigkeit für die Galerie Rudolfinum an das Museum für Angewandte Kunst und beendete damit den Streit zwischen dem damaligen Direktor der Galerie und dem damaligen Generaldirektor der Tschechischen Philharmonie, zu der die Galerie ursprünglich gehörte. Außerdem verlegte er die Laterna magika an das Nationaltheater. Er kümmerte sich auch um die Bereitstellung von europäischen und tschechischen Mitteln für die Sanierung des Stifts Tepl, der Klöster Plasy und Velehrad sowie der denkmalgeschützten Witkowitzer Eisenwerke. Die von Riedlbauch hierfür akquirierten Mittel summierten sich auf 2 Milliarden Tschechische Kronen (knapp 73 Millionen Euro). Unter Riedlbauch entwickelte das Kulturministerium ein Konzept zur Unterstützung der tschechischen Kinematographie und der Filmindustrie, das die Fischer-Regierung jedoch nicht mehr umsetzen konnte. Riedlbauch unterzeichnete auch eine Finanzierungsvereinbarung, durch die die Sanierung historischer Gebäude in Theresienstadt ermöglicht wurde.
In einem Nachruf heißt es, Riedlbauch habe im Gegensatz zu seinem Vorgänger als Minister eine lebendige Kultur unterstützt, der er selber nahegestanden habe. Auch Vitvar hatte ihm 2010 schon „eine klare Priorität für die lebendigen Kultur“ attestiert.
Zugleich habe der „workaholic“ Riedlbauch auch einen technokratischen Charakterzug, und es habe ihm zugesagt, zu planen. Er wollte gerne als Minister weitermachen, doch die nachfolgenden Wahlen verhinderten dies. Das Tschechische Fernsehen schien darüber nicht sehr betrübt, wie aus einem Artikel vom 9. Juni 2010 hervorgeht: „Der Abschied vom Kulturminister Václav Riedlbauch hat einen bitteren Geschmack. Der Mann, der in der Regierung mit dem Chunkov-Slogan 'Ich mache keine Politik, ich löse Probleme' begann, geht mit einem befleckten Vertrauensschild, dessen Motto lautet: 'Probleme geschaffen, Politik gemacht'.“ Diese Bewertung bezieht sich jedoch vorrangig auf personelle Entscheidungen, die Riedlbauch nicht oder nur zögernd angegangen sei.

## Musiker und Komponist
Als Komponist hinterließ Rielbauch über 80 Werke, die alle Teilbereiche und Gattungen der klassischen Musik umfassen: Orchester-, Kammer-, Gesangs- und Lehrwerke sowie ein Ballett. Nach Ivan Kurz glaubte Riedlbauch fest daran, dass die Aufgabe der Musik über die Ästhetik hinausgeht; sie sei ein besonderes Kommunikationssystem, in dem die Formulierung oft viel näher an der Wahrheit lägen als ein sachlicher Ausdruck, der oft ungeeignet sei, die ganze Realität und die zugrundeliegende emotionale Aufladung zu vermitteln. Riedlbauch sei es unerheblich gewesen, ob sich Musik als Sinfonie, Gesang, Kammermusik oder sonst was mitteile; was zähle, seien die übermittelten Emotionen. Kurz bezeichnet das Ballett Macbeth – in Anlehnung an Macbeth von William Shakespeare – als eines von Riedlbauchs Schlüsselwerken, wovon es zwei Ausführungen gibt.

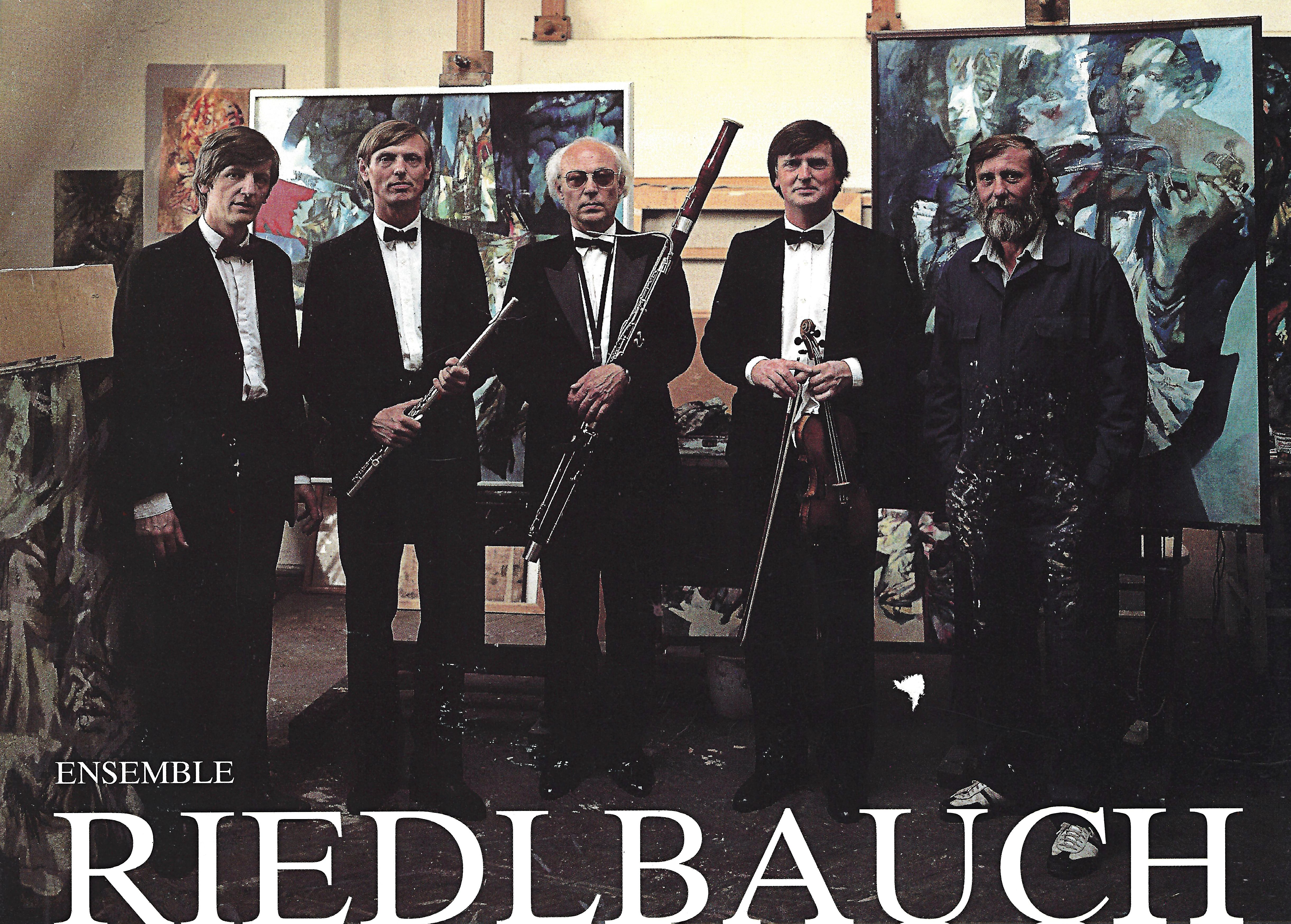
Das Ensemble Riedlbauch zusammen mit dem Maler Rudolf Riedlbauch in den 1990er Jahren. Von links: Václav und Jan Riedlbauch, Lumír Vaněk, Josef Riedlbauch, Rudolf Riedlbauch.

Riedlbauch wirkte als Cembalist im Ensemble Riedlbauch, zusammen mit seinen Brüdern Jan (Querflöte) und Josef (Violine) sowie seinem Schwager Lumír Vaněk (Fagott). Die ersten Auftritte des Ensembles nach der Wende 1989/90 im Westen fanden im November 1992 in Wiesbaden anlässlich einer Ausstellung von Rudolf Riedlbauch in der Galerie im Verwaltungsgericht sowie in der Villa Clementine statt.

## Werke
Macbeth
- Ein Spiel mit Macbeth (Hra s Macbethem), das in erster Version als Ballett für Solo- und Ensembletänzer sowie großem Orchester von 1979 bis 1984 aufgeführt wurde. Riedlbauch zeichnete für Libretto und Komposition verantwortlich. Nach einer Überarbeitung entstand daraus eine 2. Version:
- Macbeth, Ballett für Solo- und Ensembletänzer sowie großem Orchester, Libretto von Antonín Moskalyk (Regisseur)[37], Daniel Wiesner (Choreograph)[38] und Václav Riedlbauch, Aufführungen am Nationaltheater Prag 1984 bis 1990. 
Zu diesem Stück erschien 1985 in der Zeitschrift Theater der Zeit eine Besprechung und ein Interview, in dem Riedlbauch seine erste Macbeth-Version als zu aktuell bezeichnete, weshalb die überarbeitete Version enger an Shakespeares Original bleiben sollte. In einer Gemeinschaftsarbeit von Riedlbauch, Wiesner, Moskalyk, dem Kostümbildner Josef Jelinek[39] und dem Szenografen Daniel Dvořák[40] entstand ein neues Libretto, auf dessen Basis die Beteiligten ein – in ihren Worten – ein Gesamtkunstwerk schaffen wollten, das über das klassische Ballett hinausführte. In der Definition von Daniel Wiesner: „Wir erstrebten »Ballett-Theater«, wollten nicht nur tanzen, sondern mit Tanz etwas mitteilen, aussagen. Dazu versuchten wir eine Synthese aller geeigneten Ausdrucksmittel wie klassisches Ballett, Ausdruckstanz, Pantomime.“ Riedlbauch griff das auf und bezog es zugleich auf den Macbeth-Stoff:

„Bei der Überarbeitung der 700 Partiturseiten ließ ich mich von der Idee des »Ballett-Theaters« leiten. Ich akzeptierte Vorschläge meiner Partner und schuf einige Teile völlig neu. Wir beschlossen, die Musik im Studio zu produzieren. Das eröffnete mir neue, beispielsweise elektro-akustische Möglichkeiten, meine Ideen zu verwirklichen. Bei Shakespeare-Aufführungen erlebte ich oft zu viel action; mir ging es eher darum, mit Hilfe der Musik mehr den inneren Konflikt des Macbeth auszudrücken. Die Hexen betrachte ich als eine Art innere Stimme. Unterbewußtsein des Macbeth, als eine Brechung seiner Persönlichkeit, Widerspiegeiung seines Zwiespalts. […] Für den Zuschauer ist auch Ballett Theater, deshalb mußte ich die »Theaterzeit«, die Handlung, unterbrechen für Tanz-Szenen. So konnte ich nicht nur horizontal, sondern auch vertikal etwas aussagen. Das Grundelement meiner Musik sind Motive, die ich variierte, die mit der Macbeth-Thematik korrespondieren. Für eine zweite Ebene – das Höfische – ließ ich mich von Renaissance-Musik anregen. Durch diese historisierenden Teile entsteht ein »Alt-Neu-Kontrast«. Im Verlauf der Aufführung kommen – gewissermaßen gegen das Melodische wirkend, das anfangs dominiert – immer mehr Schlagzeug- und andere rhythmische Elemente zur Geltung, woraus sich ebenfalls Brechung ergibt.“

Weitere Werke (Auswahl)
- 13 Symphonien und konzertante Werke
- 10 Solostücke
- 31 kammermusikalische Werke für 2 bis 9 Musiker
- 10 Vokalstücke
- 6 Lehrwerke
- Versuchung und Akt für Orchester (eine Macbeth-Analogie)[7]
- Vision, Fantasie[7]
- Streichquartett[7]

## Diskografie
- Reminiscence, 12 Stücke, gespielt vom Kocian Quartet, Jan Riedlbauch, Miloslav Klaus, Václav Rabas, Iuventus paedagogica, Due Boemi di Praga, Collegium Musicum Pragense, Czech Philharmonic, Český rozhlas & Nadace Bohuslava Martinů 2017. Das der CD beiliegende Booklet enthält neben den Angaben über die aufgeführten Stücke einen Beitrag von Ivan Kurz über das Leben und Werk von Václav Riedlbauch (in englischer Sprache) und eine umfangreiche Zusammenstellung ausgewählter Werke von Václav Riedlbauch.

Werke auf YouTube (Auswahl)
- Vodní hry / Water Games (1969)
- Symfonie č. 2 s refrénem / Symphony No. 2 with refrain (1973)
- Allegri e pastorali (1976)
- Vábení pro flétnu a klavír / Luring for flute and piano (1977)
- Pokušení a čin / Temptation and Act (1988)
- Kasandře / To Cassandra (1990)
- Smyčcový kvintet č. 1/ String Quintet No. 1 (2000-01)

## Auszeichnungen
- 2000: Verleihung des Gustav-Mahler-Europapreises durch die Europäische Union[23]
- Das internationale Festival Czech Touches of Music in Prag gedachte 2018 widmete einen Abend der Erinnerung Václav Riedlbauch.[42]

## Biografische Quellen
- Lebenslauf auf der Website der Tschechischen Regierung.
- Nachruf auf der Webseite Aktuálně.cz vom 3. November 2017.
- Tschechisches Kulturministerium: Kulturminister - Prof. Václav Riedlbauch
- Václav Riedlbauch im Archiv des Nationaltheaters